# DuShon Monique Brown
DuShon Monique Brown (Chicago, 7 december 1968 – Olympia Fields, 23 maart 2018) was een Amerikaans actrice.

## Biografie
Brown werd geboren in Chicago, en heeft een jongere broer en twee halfzussen. Zij doorliep de high school aan de Whitney Young Magnet High School in Chicago. Hierna studeerde zij af in psychologie aan de Universiteit van Illinois te Urbana-Champaign; vervolgens haalde zij haar master als studieadviseur aan de Governors State University in University Park (Illinois). Brown was naast actrice ook een volleerd violiste; zij heeft tijdens haar studie diverse malen opgetreden met het schoolorkest.
Brown begon in 2003 met acteren in de film Skin Complex, waarna zij nog verscheidene rollen speelde in films en televisieseries. Zij is vooral bekend van haar rol als verpleegster Katie Welch in de televisieserie Prison Break (2005–2007) en als secretaresse Connie in de televisieserie Chicago Fire (2012–2018).
Op 23 maart 2018 overleed ze op 49-jarige leeftijd in een ziekenhuis in Olympia Fields (Illinois). Uit autopsie bleek dat ze was overleden aan bloedvergiftiging.

## Filmografie

### Films
- 2003 Skin Complex - als Laurie
- 2011 The Dilemma - als werkster voor Weiner
- 2013 One Small Hitch - als verpleegster
- 2015 A Light Beneath Their Feet - als Cindy
- 2015 Unexpected - als schoolhoofd Clements
- 2017 Surprise Me! - als Shirley
- 2017 Public Housing Unit - als commandant Roberta

### Televisieseries
Uitgezonderd eenmalige gastoptredens.
- 2005–2007 Prison Break - als verpleegster Katie Welch - 13 afl.
- 2012 Boss - als grote medegevangene - 2 afl.
- 2012–2018 Chicago Fire - als secretaresse Connie - 59 afl.

- Library of Congress Control Number: no2023064449
- Virtual International Authority File: 88168651312507691191